# José María Lasarte Arana
José María Lasarte Arana (Sant Sebastià 1912-1974) fou un advocat i polític basc. Militant del Partit Nacionalista Basc i d'ELA-STV, de la que n'havia estat assessor jurídic, havia estat president de les Joventuts Basques a Sant Sebastià. Va defensar en judici als alcaldes militants del partit que s'enfrontaren al govern de la CEDA el 1933, i fou elegit diputat per Guipúscoa a les eleccions generals espanyoles de 1936.
Quan esclatà la guerra civil espanyola el 18 de juliol de 1936 juntament amb Manuel de Irujo Ollo i Telesforo de Monzón, es presentaren davant el governador civil de Guipúscoa i van fer una proclama per la ràdio posant-se de part de la legalitat republicana. També col·laborà en la crecació de l'Eusko Gudarostea a la comandància de Loiola, i fou un dels que en proposà com a comandant Cándido Saseta Echebarría. L'agost del 1936 fou encarregat del servei d'informació del Govern d'Euzkadi i el 1937 fou el representant basc davant els italians en la rendició de Santoña.
En acabar la guerra civil marxà a París, on organitzà el Servei Secret Basc que es posà en contacte amb els serveis francesos, visità les agrupacions basques d'exiliats de Nova York i Montevideo, i el 1944 fou un dels representants bascos que signà el pacte Galeusca. El 1945 va pronunciar un discurs a les Corts de la República espanyola en l'exili en representació de la minoria basca, i l'octubre de 1947 representà al seu partit en el Ple d'ERC a Montpeller.
Fou conseller de governació del Govern d'Euzkadi a l'exili (1946-1952) a la mort d'Eliodoro de la Torre, creà l'Oficina de Premsa d'Euskadi i va mantenir relacions amb la Internacional Demòcrata Cristiana. El 1952 dimití del seu càrrec i s'establí a Caracas (Veneçuela) on es dedicà a exercir d'advocat. Tornà a Euskadi i es dedicà a refer el PNB i a promoure la cultura basca i les relacions entre bascos i catalans..